# ペレミョートノエ
ペレミョートノエ （カザフ語: Переметное）は、カザフスタンの村である。 西カザフスタン地域のバイテレク地区の行政の中心地、およびペレメョートニンスキー地方である。 KATOコードは274430100 である。